# Salsola aegaea
Salsola aegaea là loài thực vật có hoa thuộc họ Dền. Loài này được Rech.f. miêu tả khoa học đầu tiên năm 1943.